# Amorphoscelis chopardi
Amorphoscelis chopardi es una especie de mantis de la familia Amorphoscelidae.

## Distribución geográfica
Se encuentra en Costa de Marfil y Ghana.